# Tây Beskids
Tây Beskids (tiếng Séc: Západní Beskydy; tiếng Slovak: Západné Beskydy; tiếng Ba Lan: Beskidy Zachodnie; tiếng Đức: Westbeskiden) là một tập hợp các dãy núi trải dài qua Cộng hòa Séc, Slovakia và Ba Lan. Về mặt địa chất, Tây Beskids là một phần của Outer Western Carpathians.
Theo truyền thống, Tây Beskids được coi là một phần của dãy núi Beskids, một thuật ngữ khác với di sản lịch sử và ngôn ngữ.

## Bộ phận

Phần phía tây của Western Beskids, được đánh dấu màu đỏ và được dán nhãn E

Phần phía bắc của Western Beskids, được đánh dấu màu đỏ và được dán nhãn F

Phần trung tâm của Western Beskids, được đánh dấu màu đỏ và được dán nhãn G

Phần phía đông của Beskids Tây, được đánh dấu màu đỏ và được dán nhãn H

Tây Beskids bao gồm các dãy núi sau:
- Phần phía tây của Tây Beskids: 
  - Dãy núi Hostýn-Vsetín (tiếng Séc: Hostýnsko-vsetínská hornatina) → e1
  - Beskids Moravian-Silesian (tiếng Séc: Moravskoslezské Beskydy, Slovak: Moravsko-sliezske Beskydy) → e2
  - Cao nguyên Turzovka (tiếng Slovak: Turzovská vrchovina) → e3
  - Jurrunkov Furrow (tiếng Séc: Jablunkovská brázda) → e4
  - Rožnov Furrow (tiếng Séc: Rožnovská brázda) → e5
  - Jablunkov Intermontane (tiếng Slovak: Jablunkovské medzihorie, tiếng Séc: Jablunkovské mezihoří) → e6
  - Silesian Beskids (tiếng Ba Lan: Beskid ląski, tiếng Séc: Slezské Beskydy) → e7
  - Lưu vực Żywiec (tiếng Ba Lan: Kotlina ywiecka) → e8
- Phần phía bắc của Tây Beskids: 
  - Little Beskids (tiếng Ba Lan: Beskid Mały) → F1
  - Maków Beskids (tiếng Ba Lan: Beskid Makowski) → f2
  - Đảo Beskids (tiếng Ba Lan: Beskid Wyspowy) → f3
  - Dãy núi Gorce (tiếng Ba Lan: Gorce) → f4
  - Lưu vực Rabka (tiếng Ba Lan: Kotlina Rabczańska) → f5
  - Lưu vực Sącz (tiếng Ba Lan: Kotlina Sądecka) → f6
- Phần trung tâm của Tây Beskids: 
  - Orava Beskids (SK: Oravské Beskydy) + ywiec Beskids (PL: Beskid ywiec Beskids (PL: Beskid Żywiecki) (tương đương SK cũ của Beskid Zywiecki là "Slovenské Beskydy
  - Kysuce Beskids (SK: Kysucké Beskydy) + ywiec Beskids (PL: Beskid ywiecki) (tương đương SK cũ của Beskid Zywiecki là "Slovenské Beskydy" hoặc "Kysuckk"
  - Orava Magura (SK: Oravská Magura) → g3
  - Cao nguyên Orava (SK: Oravská vrchovina) → g4
  - Phân khu phụ Beskidian (SK: Podbeskydská brázda) → g5
  - Sub-Beskidian Highlands (SK: Podbeskydská vrchovina) → g6
- Phần phía đông của Beskids Tây: 
  - Beskid Sdecki (tiếng Ba Lan: Beskid Sądecki) → h1
  - Ergov (tiếng Ba Lan: Góry Czerchowskie; tiếng Slovak: Čergov) → h2
  - Pieniny (tiếng Ba Lan: Pieniny; tiếng Slovak: Pieniny) → h3

## Bản đồ

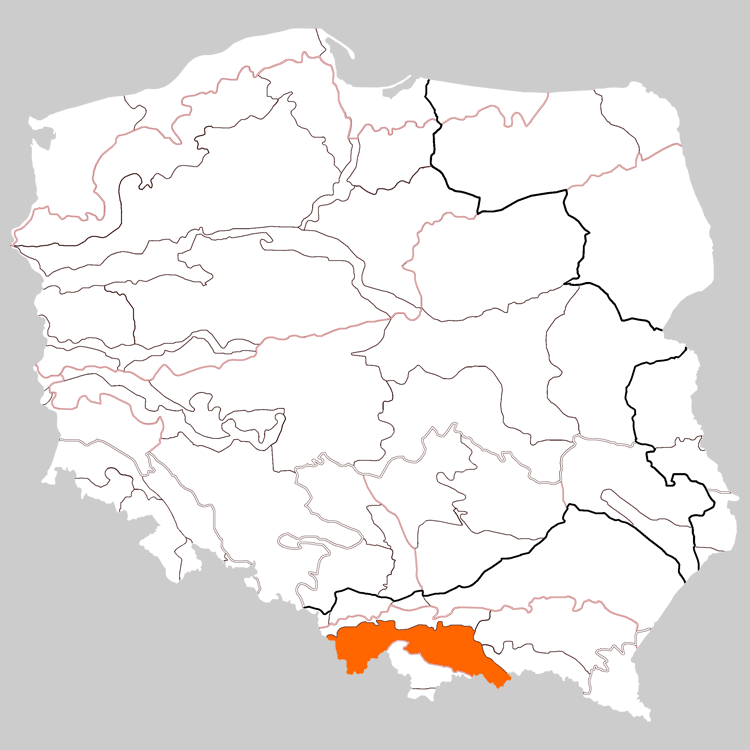
Các bộ phận của Western Beskids, trong biên giới Ba Lan
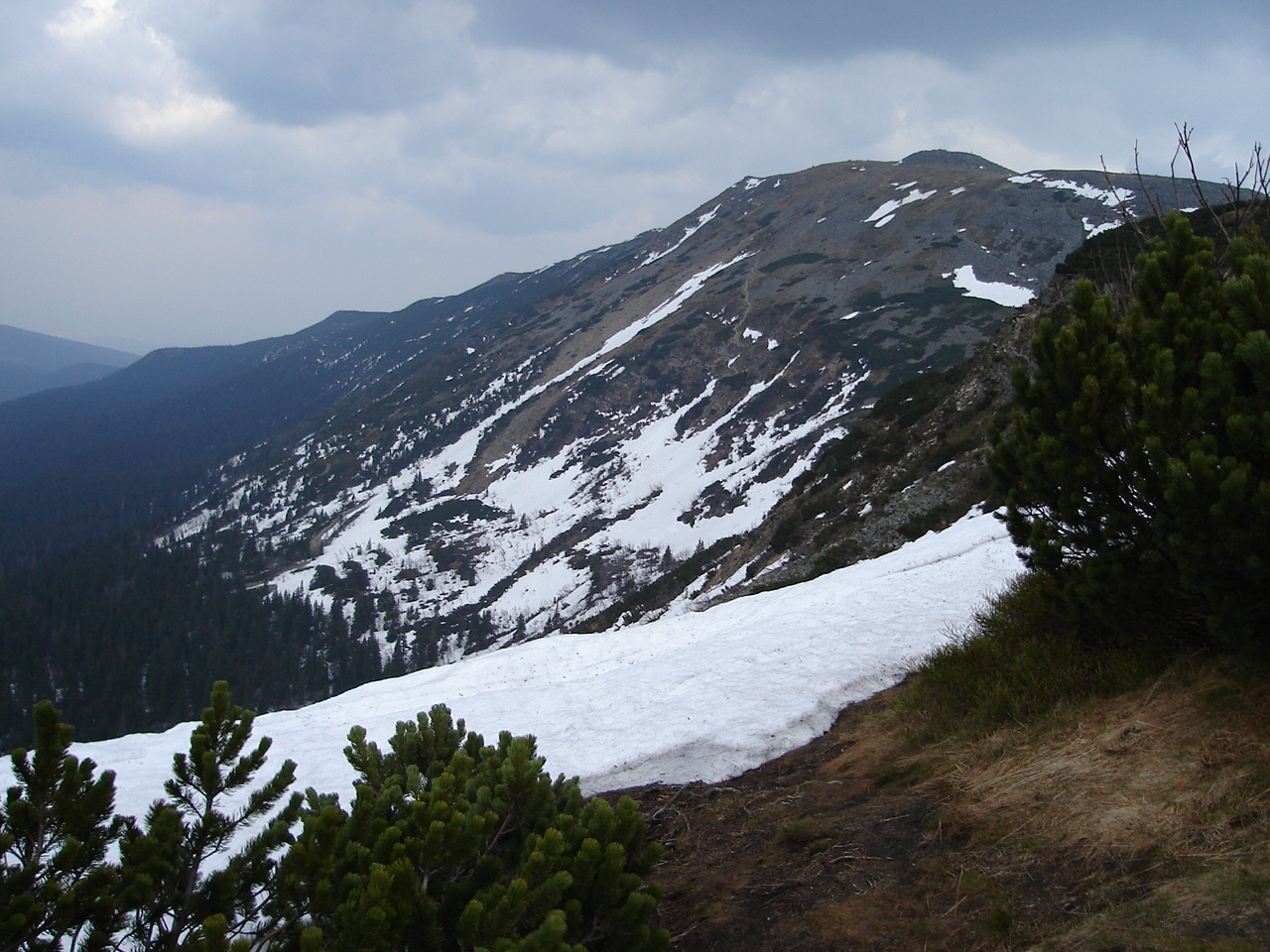
Babia Góra, đỉnh cao nhất của Orava Beskids, trong khu vực trung tâm của Western Beskids
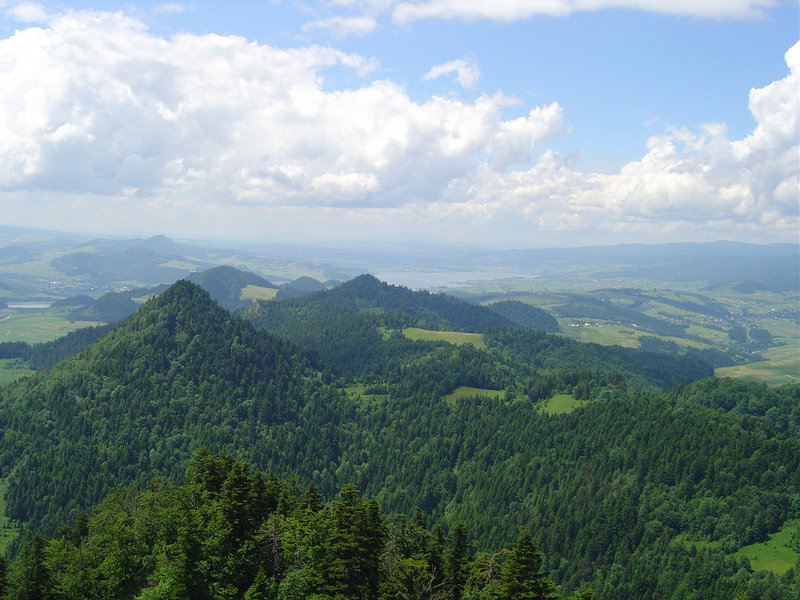
Dãy núi Pieniny, dãy phía đông của Tây Beskids